# Erythrina ulei
Erythrina ulei är en ärtväxtart som beskrevs av Hermann August Theodor Harms. Erythrina ulei ingår i släktet Erythrina och familjen ärtväxter. Inga underarter finns listade i Catalogue of Life.